# 西沃萨古尔·拉姆古兰爵士植物园

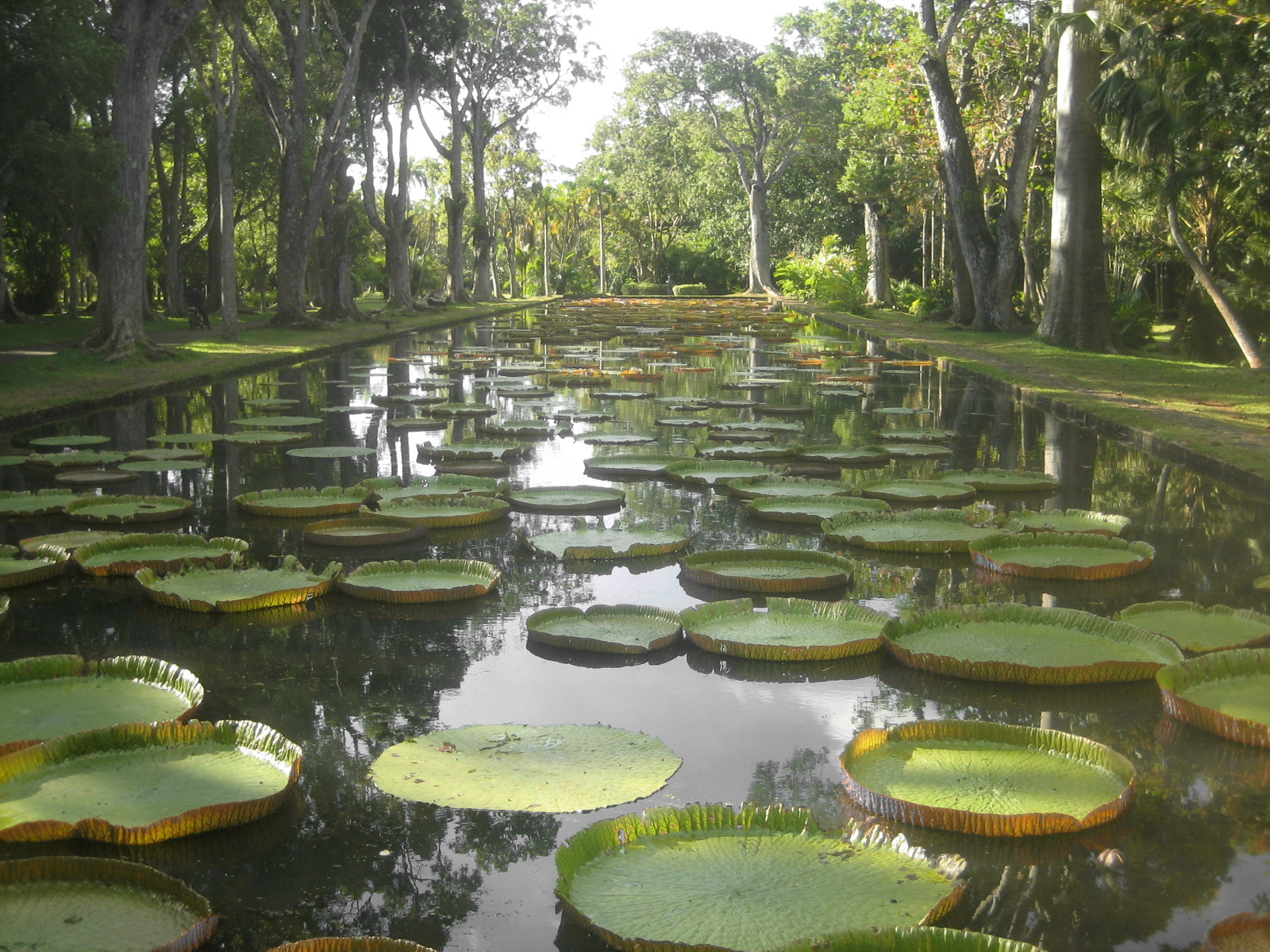
园内的睡莲

西沃萨古尔·拉姆古兰爵士植物园（英語：Sir Seewoosagur Ramgoolam Botanical Garden），通称为庞普勒穆斯植物园（英語：Pamplemousses Botanic Garden），是毛里求斯庞普勒穆斯区的一座植物园，为南半球最古老的植物园。园内的池塘里有巨大的睡莲（亞馬遜王蓮）。该植物园最初由皮埃尔·波微在1770年开始建造，植物园的面积约为37公顷。
除了巨大的睡莲之外，园内还有来自中美洲、亚洲、非洲及印度洋其他岛屿的各种香料植物、乌木、甘蔗及85种棕榈树。很多树木是由世界各地的领袖及皇室成员种植的。
植物园位于首都路易港东北7英里处的庞普勒穆斯村。庞普勒穆斯的法语原名是指葡萄柚（Citrus x paradisi），该地区生长着可能是荷兰人从爪哇岛带来的葡萄柚。